# ウィキバーシティ
ウィキバーシティ（Wikiversity）は、ウィキメディア財団により運用されているウィキメディア・プロジェクトの一つで、学習チームや学習教材の立ち上げ、学習活動などを目的とした学習コミュニティの支援を目的としている。インターネット上で自由に作成・公開されており、誰でも編集が出来るシステムとなっている。ウィキブックスの傘下にある。ウィキバーシティのベータ版は、2006年8月15日から英語版で公式に始まった。現在、英語・フランス語・ドイツ語・イタリア語・スペイン語・ギリシア語・ポルトガル語・日本語・チェコ語・ロシア語・ギリシャ語・フィンランド語・スウェーデン語の12言語版のウィキバーシティが運営されており、他の言語版のウィキバーシティも、ウィキバーシティ・ベータで作成が進められている。

## プロジェクトの概要
ウィキバーシティは、著作権フリーな学習教材の作成と利用や、学習プロジェクトの提供などを目的とした場所として開発が進められている。その主な優先事項と目標は次の通り。
- すべての言語において、すべての年齢集団のために、多言語の著作権フリーな記事と学習教材を作成する。
- 学習教材の作成を支援するための、学習プロジェクトとコミュニティを形成する[2]。

ウィキバーシティのeラーニングモデルは「学習グループ」と「行動による学習」に重きを置いている。ウィキバーシティのスローガンは「set learning free」である。このアイディアは、これらウィキバーシティのグループやコミュニティの参加者が参加している学習プロジェクトである。学習活動は、ウィキバーシティのページを編集することで、詳細化や概説化、要約化もしくは結果報告などを行うプロジェクトの共同作業を通じて行われる。ウィキバーシティの学習プロジェクトは、特定トピックの探究に関連するウィキページの集合も含んでいる。ウィキバーシティの参加者は自分の学習活動の目標を発信することができ、ウィキバーシティのコミュニティは学習活動・学習プロジェクトを発展させるため、そして目標を達成させるために共同作業を行っている。
学習教材は個人やグループの手によって、もしくは個人による尽力や学習プロジェクトの一部として製作されている。ウィキバーシティの学習教材は指導補助、学習計画、カリキュラム、外部の学習教材へのリンク、例示や問題集、コンピュータによるシミュレーション、読書リストなどに加え、教科書に含まれない参加者による教材も含まれている。教科書・参考書はウィキブックスに所蔵されており、更新やメンテナンスが行われながら利用されている。それぞれの学習領域に興味を持つ学習グループは、ウィキバーシティでの議論や活動の基礎となるウェブの学習教材を製作する。学習教材はウィキバーシティ以外の教育関係者も、それぞれ個人の目的に基づいて使用が可能であり、ウィキペディアのようにGFDLによって提供されている。
特定言語のウィキバーシティを新たに発足させるためには、まずはベータ版での開発が必要であり、新しいウィキバーシティのコミュニティは調査活動に関係する方針を決めなければならない。ウィキバーシティはWikimedia Research Networkに加え、ウィキや他の調査活動に関連する団体によって実行される調査倉庫として活動する可能性がある。ウィキバーシティは、研究を行わないことを決定した特定の言語版を除き、二次的研究に加えて独自の研究を含んでいる。研究者たちは、コミュニティによる合意を経たうえで、適切な研究を行うためのガイドラインを尊重・更新することが望まれている。

## 沿革
2003年に、教科書や参考書などを作成・公開している、同じウィキメディア・プロジェクトのウィキブックスの中で始まった。後に、ウィキブックスと分離する必要性が感じられるようになったため、2005年に独立したプロジェクトとして、「ウィキバーシティ」を立ち上げる提案がされた。この提案の賛否について投票が行われ、同年11月にウィキメディア財団の理事会にて提案が承認された。現在では、単独のドメインサイトで運用されているウィキバーシティが日本語版を含めて12言語版、ウィキバーシティ・ベータ内で運用されているものも合わせると数十言語版となっている。